# Вилхелм Фридрих фон Саксония-Кобург-Заалфелд
Вилхелм Фридрих фон Саксония-Кобург-Заалфелд (на немски: Wilhelm Friedrich von Sachsen-Coburg-Saalfeld; * 16 август 1691, Аролзен; † 28 юли 1720, Заалфелд) от рода на Ернестинските Ветини, е принц на Саксония-Кобург-Заалфелд.

## Произход
Той е големият син на херцог Йохан Ернст фон Саксония-Кобург-Заалфелд (1658 – 1729) и втората му съпруга Шарлота Йохана фон Валдек-Вилдунген (1664 – 1699), дъщеря на граф Йосиас II фон Валдек-Вилдунген. Най-големият му полубрат е Ернст Фридрих (1724 – 1800), а най-малкият му брат Франц Йосиас (1697 – 1764).
Вилхелм Фридрих умира на 28 години на 28 юли 1720 г. в Заалфелд и е погребан там.